# Winston-Salem Cycling Classic Women 2019
La 6.ª edición de la Winston-Salem Cycling Classic Women se celebró el 27 de mayo de 2019 sobre un recorrido de 96,56 km con inicio y fin en la ciudad de Winston-Salem en el estado de Carolina del Norte en Estados Unidos.
La carrera hizo parte del Calendario UCI Femenino 2019 como competencia de categoría 1.1 y fue ganada por la ciclista estadounidense Leigh Ann Ganzar del equipo Hagens Berman-Supermint. El podio lo completaron la ciclista cubana Arlenis Sierra del equipo Astana y la ciclista estadounidense Chloé Dygert del equipo Sho-Air Twenty20.

## Equipos
Tomaron parte en la carrera 19 equipos, de los cuales 6 fueron equipos femeninos de categoría profesional y 16 de categoría amateur, quienes conformaron un pelotón de 98 ciclistas de los que terminaron 44. Los equipos participantes fueron:
| Equipos femeninos (6)- Astana Women's - Cogeas-Mettler - Hagens Berman-Supermint - Rally UHC Cycling Women - Sho-Air Twenty20 - Tibco-Silicon Valley Bank Equipos femeninos de ciclismo amateur (13)- Colavita-Bianchi - CWA Racing p/b Trek - DNA Pro Cycling - Durango-Specialized-IED - Fast Chance Women's Cycling - Fearless Femme Racing - Gray Goat Bullseye - Levine Law Group p/b Husbey.com - Milligan Elite Women's Cycling p/b Ortho Carolina - RoxSolt Attaquer - Specialized Wolfpack p/b Jakroo - Team Colombia - Unknown Racing p/b Sunbelt Rentals |
| |

## Clasificaciones finales
Las clasificaciones finalizaron de la siguiente forma:

### Clasificación general
| \| Clasificación general \| Clasificación general \| Clasificación general \| Clasificación general \| Clasificación general \| \| Ciclista \| Ciclista \| Equipo \| Tiempo \| \| \| --------------------- \| --------------------- \| ------------------------------------ \| --------------------- \| --------------------- \| \| 1.ª \| Leigh Ann Ganzar \| Hagens Berman-Supermint \| 2 h 35 min 35 s \| \| \| 2.ª \| Arlenis Sierra \| Astana Women's Team \| + 5 s \| \| \| 3.ª \| Chloé Dygert \| Sho-Air Twenty20 \| + 6 s \| \| \| 4.ª \| Emily Roper \| CWA Racing p/b Trek \| + 20 s \| \| \| 5.ª \| Sara Bergen \| Rally Cycling \| + 20 s \| \| \| 6.ª \| Lily Williams \| Hagens Berman-Supermint \| + 20 s \| \| \| 7.ª \| Lauren Stephens \| Tibco-Silicon Valley Bank \| + 28 s \| \| \| 8.ª \| Deborah Paine \| Cogeas-Mettler-Look Pro Cycling Team \| + 29 s \| \| \| 9.ª \| Edwige Pitel \| Cogeas-Mettler-Look Pro Cycling Team \| + 32 s \| \| \| 10.ª \| Shayna Powless \| Sho-Air Twenty20 \| + 1 min 08 s \| \| |                  |                                      |                 |
| |                  |                                      |                 |
| Fuente: ProCyclingStats |                  |                                      |                 |
| Clasificación general |                  |                                      |                 |
| Ciclista | Ciclista         | Equipo                               | Tiempo          |
| 1.ª | Leigh Ann Ganzar | Hagens Berman-Supermint              | 2 h 35 min 35 s |
| 2.ª | Arlenis Sierra   | Astana Women's Team                  | + 5 s           |
| 3.ª | Chloé Dygert     | Sho-Air Twenty20                     | + 6 s           |
| 4.ª | Emily Roper      | CWA Racing p/b Trek                  | + 20 s          |
| 5.ª | Sara Bergen      | Rally Cycling                        | + 20 s          |
| 6.ª | Lily Williams    | Hagens Berman-Supermint              | + 20 s          |
| 7.ª | Lauren Stephens  | Tibco-Silicon Valley Bank            | + 28 s          |
| 8.ª | Deborah Paine    | Cogeas-Mettler-Look Pro Cycling Team | + 29 s          |
| 9.ª | Edwige Pitel     | Cogeas-Mettler-Look Pro Cycling Team | + 32 s          |
| 10.ª | Shayna Powless   | Sho-Air Twenty20                     | + 1 min 08 s    |

## UCI WorldTour Femenino
La Winston-Salem Cycling Classic Women otorga puntos para el UCI WorldTour Femenino 2019 y el UCI World Ranking Femenino, incluyendo a todas las corredoras de los equipos en las categorías UCI Team Femenino. Las siguientes tablas muestran el baremo de puntuación y las 10 corredoras que obtuvieron más puntos:
| Posición   | 1.ª | 2.ª | 3.ª | 4.ª | 5.ª | 6.ª | 7.ª | 8.ª | 9.ª | 10.ª | 11.ª | 12.ª | 13.ª-15.ª | 16.ª-25.ª |
| Puntuación | 125 | 85  | 70  | 60  | 50  | 40  | 35  | 30  | 25  | 20   | 15   | 10   | 5         | 3         |

| Clasificación |                  |                           |         |
| Posición      | Ciclista         | Equipo                    | General |
| ------------- | ---------------- | ------------------------- | ------- |
| 1.ª           | Leigh Ann Ganzar | Hagens Berman-Supermint   | 125     |
| 2.ª           | Arlenis Sierra   | Astana Women's            | 85      |
| 3.ª           | Chloé Dygert     | Sho-Air Twenty20          | 70      |
| 4.ª           | Emily Roper      | CWA Racing                | 60      |
| 5.ª           | Sara Bergen      | Rally Cycling             | 50      |
| 6.ª           | Lily Williams    | Hagens Berman-Supermint   | 40      |
| 7.ª           | Lauren Stephens  | Tibco-Silicon Valley Bank | 35      |
| 8.ª           | Deborah Paine    | Cogeas                    | 30      |
| 9.ª           | Edwige Pitel     | Cogeas                    | 25      |
| 10.ª          | Shayna Powless   | Sho-Air Twenty20          | 20      |